# Кремневка
Кре́мневка (до 1948 года Сары́-Чакма́к и Паша́-Чакма́к; укр. Кремнівка, крымскотат. Çaqmaq, Чакъмакъ) — село в Красногвардейском районе Республики Крым, входит в состав Петровского сельского поселения (согласно административно-территориальному делению Украины — Петровского сельского совета Автономной Республики Крым).

## Население
| 2001 | 2014 |
| ---- | ---- |
| 626  | ↘624 |

Всеукраинская перепись 2001 года показала следующее распределение по носителям языка
| Язык             | Процент |
| ---------------- | ------- |
| русский          | 73      |
| украинский       | 13.26   |
| крымскотатарский | 12.14   |
| другие           | 0.32    |

### Динамика численности
| - 1805 год — 225 чел. - 1892 год — 123 чел. - 1900 год — 131 чел. - 1915 год — 138 чел. - 1926 год — 250 чел. - 1931 год — 174 чел. | - 1939 год — 224 чел. - 1989 год — 668 чел. - 2001 год — 626 чел. - 2009 год — 646 чел. - 2014 год — 624 чел. |

## Современное состояние
На 2017 год в Кремневке числится 4 улицы; на 2009 год, по данным сельсовета, село занимало площадь 189 гектаров на которой проживало 646 человек. В селе действуют общеобразовательная школа, сельский дом культуры, библиотека, отделение Почты России, фельдшерско-акушерский пункт, 2 магазина. Село связано автобусным сообщением с райцентром и соседними населёнными пунктами.

## География
Кремневка — село на западе района, в степном Крыму, высота центра села над уровнем моря — 50 м. Соседние сёла: Красная Поляна в 2 км на восток, Карповка в 5 км на север и Известковое в 5,5 км на запад. Расстояние до райцентра — около 18 километров (по шоссе), там же ближайшая железнодорожная станция — Урожайная. Транспортное сообщение осуществляется по региональной автодороге 35Н-230 Кремневка — Клепинино (по украинской классификации — С-0-10619).

## История
Предшественниками Кремневки были расположенные вплотную селения Чокмак, Сары-Чокмак и Паша-Чокмак, причём часто в документах их записывали то вместе, то порознь. Первое документальное упоминание встречается в Камеральном Описании Крыма… 1784 года, судя по которому, в последний период Крымского ханства Бисак Чаймак и Сары Чаймак входили в Караул кадылык Перекопского каймаканства. После присоединения Крыма к России (8) 19 апреля 1783 года, (8) 19 февраля 1784 года, именным указом Екатерины II сенату, на территории бывшего Крымского Ханства была образована Таврическая область и деревни были приписаны к Перекопскому уезду. После Павловских реформ, с 1796 по 1802 год, входили в Акмечетский уезд Новороссийской губернии. По новому административному делению, после создания 8 (20) октября 1802 года Таврической губернии, Сары-Чакмак и Паша-Чакмак были включены в состав Кучук-Кабачской волости Перекопского уезда.
По Ведомости о всех селениях в Перекопском уезде состоящих с показанием в которой волости сколько числом дворов и душ… от 21 октября 1805 года, Паша-Чакмак записан, как Чакмак с 20 дворами, 140 крымских татар и 2 ясырами, а в Сары-Чакмаке — 11 дворов и 83 жителя. На военно-топографической карте генерал-майора Мухина 1817 года деревня Пашачакмак обозначена с 16 дворами, Чакмак обозначена с 23 и, вплотную, Сары (очевидно Сары-Чакмак) с 12 дворами. После реформы волостного деления 1829 года Паша-Чакмак и Сары-Чакмак, согласно «Ведомости о казённых волостях Таврической губернии 1829 года», отнесли к Агъярской волости (переименованной из Кучук-Кабачской). На карте 1836 года в деревне Паша-Чакмак 25 дворов, в Сары-Чакмак — 7; на карте 1842 года в Паша-Чакмаке обозначено 20 дворов и Сары-Чакмак — условным знаком «малая деревня», то есть, менее 5 дворов.
В 1860-х годах, после земской реформы Александра II, деревню включили в состав Айбарской волости. По обследованиям профессора А. Н. Козловского начала 1860-х годов, вода в колодцах деревни была пресная, а их глубина составляла 10—15 саженей (21—32 м). Согласно «Памятной книжке Таврической губернии за 1867 год», деревни были покинуты жителями, ввиду владельческая, особенно массовой после Крымской войны 1853—1856 годов, в Турцию и остаются в развалинах и в «Списке населённых мест Таврической губернии по сведениям 1864 года» уже не значится.
Возрождаются деревни в 1885 году крымскими немцами меннонитами на 1800 десятинах земли под немецким названием Гохфельд, но в разных документах по прежнему применялись разные названия. Согласно «…Памятной книжке Таврической губернии на 1892 год», в деревне Паша-Чослак Бютеньской волости, находившейся в частном владении, было 123 жителя в 23 домохозяйствах. По «…Памятной книжке Таврической губернии на 1900 год» в деревне Паша-Сары-Чакмак числился 131 житель в 10 дворах. По Статистическому справочнику Таврической губернии. Ч.II-я. Статистический очерк, выпуск пятый Перекопский уезд, 1915 год, в деревне Сары-Паша-Чокмак Бютеньской волости Перекопского уезда числилось 11 дворов (все дворы с землёй) с немецким населением в количестве 138 человек «посторонних» жителей, из которых 75 мужчин и 63 женщина. Жители владели 1700 десятинами удобной земли. В хозяйствах имелось 80 лошадей, 52 вола, 35 коров и 36 голов мелкого скота.
После установления в Крыму Советской власти и учреждения 18 октября 1921 года Крымской АССР, в составе Симферопольского уезда был образован Биюк-Онларский район, в состав которого включили село. В 1922 году уезды получили название округов. 11 октября 1923 года, согласно постановлению ВЦИК, в административное деление Крымской АССР были внесены изменения, в результате которых был ликвидирован Биюк-Онларский район и село включили в состав Симферопольского. Согласно Списку населённых пунктов Крымской АССР по Всесоюзной переписи 17 декабря 1926 года, в селе Паша-Чокмак, в составе упразднённого к 1940 году Григорьевского сельсовета Симферопольского района, числилось 50 дворов, из них 49 крестьянских, население составляло 250 человек, из них 180 немцев, 58 русских, 10 украинцев, 2 записаны в графе «прочие», действовала немецкая школа. Постановлением КрымЦИКа от 15 сентября 1930 года был вновь создан Биюк-Онларский район, теперь как немецкий национальный и село, с населением 174 человека, вместе с сельсоветом, включили в его состав. Постановлением Президиума КрымЦИКа «Об образовании новой административной территориальной сети Крымской АССР» от 26 января 1935 года был создан немецкий национальный (лишённый статуса национального постановлением Оргбюро ЦК КПСС от 20 февраля 1939 года) Тельманский район (с 14 декабря 1944 года — Красногвардейский) и Паша-Чокмак, с населением 174 человека, включили в его состав. По данным всесоюзной переписи населения 1939 года в селе проживало 224 человека. На карте Генштаба 1941 года обозначено, как одно село с двумя названиями: Паша-Чокмак и Сары-Чокмак. Вскоре после начала Великой Отечественной войны, 18 августа 1941 года крымские немцы были выселены, сначала в Ставропольский край, а затем в Сибирь и северный Казахстан.
После освобождения Крыма от фашистов, 12 августа 1944 года было принято постановление № ГОКО-6372с «О переселении колхозников в районы Крыма» по которому в район из областей Украины и России переселялись семьи колхозников, а в начале 1950-х годов последовала вторая волна переселенцев из различных областей Украины. С 25 июня 1946 года селения в составе Крымской области РСФСР. Указом Президиума Верховного Совета РСФСР от 18 мая 1948 года, Сары-Чокмак и Паша-Чокмак объединены и переименованы в Кремневку. 26 апреля 1954 года Крымская область была передана из состава РСФСР в состав УССР. Время включения в Петровский сельсовет пока не установлено: на 15 июня 1960 года село уже числилось в его составе. По данным переписи 1989 года в селе проживало 668 человек. С 12 февраля 1991 года село в восстановленной Крымской АССР, 26 февраля 1992 года переименованной в Автономную Республику Крым. С 21 марта 2014 года в составе Крыма аннексирована Россией.